# 山本レナ
山本 レナ（やまもと れな、1995年3月24日 - ）は、京都府出身の元女子競輪選手。日本競輪学校（当時。以下、競輪学校）第106期生。師匠は岩崎稔（競輪学校81期生）、梶田舞（同104期生）。現役時代のホームバンクは京都向日町競輪場。
同じく元競輪選手である山本真矢（65期）の三女。

## 来歴
京都府立北桑田高等学校出身。現役時代の晩年は身長158.4cm、体重52.2kg。
2012年、全国高等学校選抜自転車競技大会のスクラッチで優勝。
競輪学校の在校競走成績は18位（0勝）。
2014年5月3日、地元の京都向日町競輪場でデビュー（6着）。初勝利は同年8月9日の玉野競輪場。
2015年5月6日、富山競輪場第6レースで勝利したレースは、ガールズケイリン史上、三連単の最高配当金額となった。
2017年12月より、元砂七夕美とともにガールズケイリンPRポスター『顔より太もも。』5代目ビジュアルキャラクターとなる。また、この頃に梶田舞に弟子入りする。
2018年6月、ガールズケイリンコレクションいわき平ステージ（8月開催）における出場選手を決めるファン投票「ガールズケイリン総選挙」にて第13位に選出され、ガールズケイリンコレクション（アルテミス賞レース）への初出場が決定する。だが、持病のヘルニアによる腰痛の影響で次第に成績不振が続き、3期連続（1年半）で平均競走得点が47点未満となったため代謝（事実上の戦力外）の対象となり、同月での引退が決定。ガールズケイリンコレクション出場は叶わず、当初は同月19日からの地元開催が引退レースとなる予定であったが大阪府北部地震の影響で開催中止となったことから、急遽同月24日からの前橋での開催に追加配分され、26日の一般戦5着をもって引退。
2018年7月17日、選手登録消除。通算361戦25勝。